# Leste fiancé
Lestes sponsa
Espèce
Statut de conservation UICN

 LC  : Préoccupation mineure
Lestes sponsa, le Leste fiancé, est une espèce d'insectes odonates, du sous-ordre des Zygoptera (les demoiselles) et de la famille des Lestidae (les lestes). Comme toutes les espèces de lestes, il a les ailes transparentes et de longs ptérostigmas.

## Description
Cette demoiselle  mesure 3,6 cm.

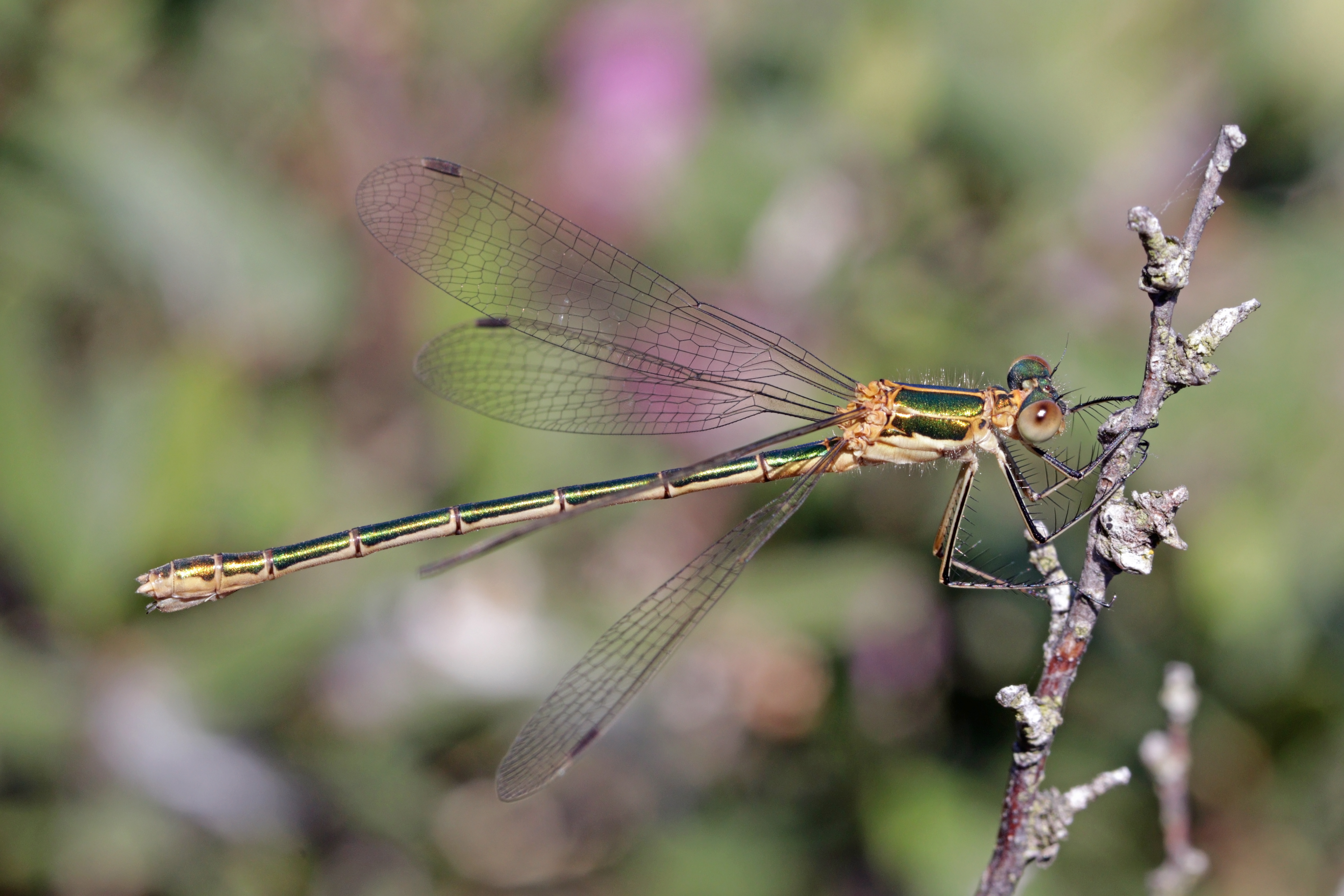
Lestes sponsa femelle

Il existe un dimorphisme sexuel significatif : les femelles ont les yeux et le corps vert brun, alors que les mâles ont les yeux et le corps bleutés. Les deux ont des teintes très métalliques.

## Répartition
Eurasiatique, il réside depuis le nord de l'Espagne à travers l'Europe (sauf dans le sud européen et dans le nord de la Scandinavie), en Asie, jusqu'au Japon.